# Drahňov
Drahňov (Hongaars: Deregnyő) is een Slowaakse gemeente in de regio Košice, en maakt deel uit van het district Michalovce.
Drahňov telt 1.336 inwoners.